# 上田ガス
上田ガス株式会社（うえだガス、英: UEDA GAS Co.,Ltd.）は、長野県上田市に本社を置く一般ガス事業者。上田市の一部に都市ガスの供給を行う。

## 沿革
- 1913年（大正2年）7月 - 創業。同年10月より供給開始。
- 1962年7月 - 帝国石油（現・INPEX）との間で天然ガス売買契約締結、同年10月より天然ガスの受け入れを開始し、石炭ガスの供給を終了。

## 事業概要
供給するガスは天然ガスで、INPEXより、新潟県と東京方面とを結ぶ幹線パイプラインから受け入れている。上田市のうち、旧丸子町にあたる地域は長野都市ガスの供給エリアであり、上田ガスでは供給を行っていない。